# Alessandro Bettoni
Alessandro Bettoni (né le 12 août 1955 en Lombardie,) est un coureur cycliste italien, actif dans les années 1970.

## Biographie
Chez les amateurs, Alessandro Bettoni se distingue en obtenant de nombreuses victoires. Il passe ensuite professionnel en 1978 au sein de l'équipe Intercontinentale Assicurazioni. Bon sprinteur, il se classe cinquième d'une étape de Tirreno-Adriatico, septième d'une étape du Tour d'Italie et huitième du Tour de Toscane en 1979.

## Palmarès

### Par année
- 1974
  - Coppa Comune di Rivarolo del Re
  - 2e du Trofeo Comune di Capergnanica
  - 2e de la Coppa Città di Bozzolo
- 1975
  - 3e de la Coppa Regole Spinale e Manez
- 1976
  - Popolarissima delle Palme
  - Circuito di Sant'Urbano
  - Circuito Mezzanese
- 1977
  - Popolarissima delle Palme
  - Trophée Amedeo Guizzi
  - Milan-Busseto
  - 3e étape du Baby Giro
  - Prologue du Grand Prix Guillaume Tell (contre-la-montre par équipes)
  - 2e du Giro dei Tre Laghi
  - 3e du championnat d'Italie sur route amateurs

### Résultats sur les grands tours

#### Tour d'Italie
2 participations
- 1978 : abandon (15e étape)
- 1979 : 104e